# La filosofia perenne
La filosofia perenne è un libro di Aldous Huxley pubblicato nel 1945.

## Storia
Il termine «philosophia perennis» fu usato per la prima volta da Agostino Steuco nel XVI secolo, nel suo libro intitolato De perenni philosophia libri X (1540). Fu poi ripreso dal matematico e filosofo tedesco Gottfried Leibniz, che lo usò per designare quella sorta di filosofia eterna comune e soggiacente a tutte le religioni, ed in particolare al suo indirizzo mistico-teologico.
La philosophia perennis è anche il concetto centrale della "Scuola tradizionalista", rappresentata da scrittori del XX secolo quali René Guénon, Frithjof Schuon e Ananda Coomaraswamy, e in Italia da Elémire Zolla. 
Il termine fu reso popolare da Aldous Huxley nel saggio omonimo.
La tesi principale del saggio è che, in ogni forma più o meno sviluppata di religione, si trovano correnti di pensiero universali e metafisiche, che riconoscono una «Realtà divina consustanziale al mondo delle cose, delle vite e delle menti». La filosofia perenne viene anche definita come un approccio di tipo psicologico che scopre nell'anima la presenza di strutture e forme di pensiero riconducibili alla Realtà divina, o addirittura coincidenti con essa.
L'opera si presenta sostanzialmente come una raccolta di citazioni, tratte da opere di varie epoche e culture, inserite in un commento dell'autore, che si premura di ampliare o chiarire gli argomenti trattati. Nel testo originale non vi sono indicazioni circa l'origine di ogni passo citato (l'autore si limita ad inserire una bibliografia alla fine del volume), ma la maggior parte delle fonti è stata individuata e riportata nell'edizione italiana.

## Fonti principali
Tra gli scrittori mistici a cui Huxley si rifà più spesso, vi sono, per quanto riguarda la mistica cristiana, Sant'Agostino, Bernardo di Chiaravalle, Meister Eckhart, San Francesco di Sales e il suo allievo Jean-Pierre Camus, William Law.
Le correnti ascetiche orientali vengono prese in esame soprattutto attraverso opere come la Bhagavadgītā o le Upaniṣad, Sutra del canone buddhista e i lavori di maestri come Lao Tzu, Chuang-tzu, o Huìnéng. Infine, vengono spesso citati passi di poesia mistica sufi, in particolare i lavori di Jalal al-Din Rumi, Rabi'a, e Ansari di Herat.

## Temi fondamentali
Numerosi sono gli argomenti toccati dall'autore. Molte pagine vengono dedicate alla natura del fondamento divino, visto attraverso un'ottica ora speculativa, ora psicologica. Il primo capitolo prende il titolo dalla nota formula indù ta tvam asi, «quello sei tu»: l'Ātman, il Sé eterno e immanente che si identifica con il Brahman, o principio assoluto di ogni esistenza.
Il libro ripercorre la storia della speculazione e delle pratiche ascetiche, tracciando paralleli tra le diverse religioni che si sono occupate di misticismo. Vengono spiegati alcuni precetti morali che naturalmente si accompagnano ad ogni serio tentativo di ascesi, come la carità, il distacco, la mortificazione, la conoscenza di sé. Inoltre, sono frequenti gli accenni ai possibili pericoli in cui si può incorrere, primo fra tutti lo scambiare i mezzi (gli esercizi spirituali, la mortificazione, ecc...) con il fine (il raggiungimento della realtà divina). Questo può portare all'idolatria e al feticismo religioso.

## Edizioni
- Aldous Huxley, La filosofia perenne, traduzione di Giulio de Angelis, collana Gli Adelphi, Adelphi, 1995,  p. 420.